# Калдыбеков, Ерсултан Бахытжанулы
Ерсулта́н Бахытжанулы́ Калдыбе́ков (каз. Ерсұлтан Бақытжанұлы Қалдыбеков; род. 12 января 2002, Тараз) — казахстанский футболист, полузащитник клуба «Атырау».

## Клубная карьера
Воспитанник жамбылского футбола. Футбольную карьеру начинал в 2020 году в составе клуба «Тараз М» во второй лиге. 2 мая 2021 года в матче против клуба «Тобол» Костанай дебютировал в казахстанской Премьер-лиге (0:3), выйдя на замену на 82 минуте вместо Ненада Адамовича. 27 октября 2021 года в матче против клуба «Шахтёр» Караганда дебютировал в кубке Казахстана (1:3).

## Карьера в сборной
24 сентября 2022 года дебютировал за молодёжную сборную Казахстана в матче против молодёжной сборной России.

## Достижения
«Атырау»
- Финалист Кубка Казахстана: 2024

## Клубная статистика
| Клуб             | Сезон            | Лига | Лига | Кубки | Кубки | Еврокубки | Еврокубки | Итого | Итого |
| Клуб             | Сезон            | Игры | Голы | Игры  | Голы  | Игры      | Голы      | Игры  | Голы  |
| ---------------- | ---------------- | ---- | ---- | ----- | ----- | --------- | --------- | ----- | ----- |
| Тараз            | 2020             | 0    | 0    | —     | —     | —         | —         | 0     | 0     |
| Тараз            | 2021             | 2    | 0    | 1     | 0     | —         | —         | 3     | 0     |
| Тараз            | 2022             | 19   | 0    | 4     | 0     | —         | —         | 23    | 0     |
| Тараз            | 2023             | 13   | 6    | 1     | 0     | —         | —         | 14    | 6     |
| Тараз            | Итого            | 34   | 6    | 6     | 0     | —         | —         | 40    | 6     |
| → Тараз М        | 2020             | 4    | 0    | —     | —     | —         | —         | 4     | 0     |
| → Тараз М        | Итого            | 4    | 0    | —     | —     | —         | —         | 4     | 0     |
| → Тараз-Каратау  | 2021             | 6    | 0    | —     | —     | —         | —         | 6     | 0     |
| → Тараз-Каратау  | Итого            | 6    | 0    | —     | —     | —         | —         | 6     | 0     |
| Атырау           | 2023             | 3    | 0    | —     | —     | —         | —         | 3     | 0     |
| Атырау           | 2024             | 11   | 1    | 5     | 0     | —         | —         | 16    | 1     |
| Атырау           | Итого            | 14   | 1    | 5     | 0     | —         | —         | 19    | 1     |
| → Атырау М       | 2023             | 3    | 0    | —     | —     | —         | —         | 3     | 0     |
| → Атырау М       | Итого            | 3    | 0    | —     | —     | —         | —         | 3     | 0     |
| Всего за карьеру | Всего за карьеру | 61   | 7    | 11    | 0     | —         | —         | 72    | 7     |